# Serviciul Topografic Militar Român
Serviciul Topografic Militar Român a fost înființat la 12 noiembrie 1859 prin Înaltul Ordin de Zi nr. 83 semnat de Alexandru Ioan Cuza, ordin prin care s-a înființat Corpul de Stat Major General care avea ca atribuții, printre altele, tot ce atinge de lucrările topografice, geodezice și statistice, precum și ridicarea și lucrarea planurilor de acest fel și aplicarea acestor lucrări la facerea hărții cadastrale a Principatelor Unite.

Anterior, în 1858 a fost fondat Biroul de Geniu în Țara Românească. Acesta își menține obiectivele după 12 noiembrie 1859, dar și-a mărit responsabilitatea la nivelul întregii armate a Principatelor Unite și a acționat ca primul Serviciu Topografic Militar Român.

## Denumiri
În 1859 s-a numit Secția a 2-a în Corpul de Stat Major General, din 1868 - Depozit Științific de Război. Din 1895 a fost redenumit ca Institut Geografic al Armatei, din 1910 - Serviciul Geografic al Armatei, din 1930 - Institut  Geografic Militar, din 1950 - Intreprinderea Topografică Militară. Din anul 1951 a fost denumit Direcția Topografică Militară (DTM).
În prezent - Agenția de Informații Geospațiale a Apărării ”General de divizie Constantin Barozzi”.

## Șefi
- sublocotenent Gheorghe Slăniceanu (1859-1865)[3]
- căpitan Sever Băicoianu (1865-1868)[3]
- căpitan Alexandru Cărcăleteanu (1869)[3]
- colonel Constantin Barozzi (1870-1883)[3]
- colonel Nicolae Dona (1883-1885)[3]
- colonel Iacob Lahovari (1885-1886) [3]
- colonel Constantin Poenaru (1887-1888)[3]
- colonel Alexandru Cărcăleteanu (1889-1892)[3]
- general de brigadă Constantin I. Brătianu (1893-1906)[3]
- general George Iannescu (1907-1910)[3]
- colonel Theodor Râmniceanu și general Ioan Gărdescu (1910-1913)[5][3]
- locotenent-colonel Ioan Pavelescu (1913-1918)[3]
- general de divizie adj. Radu Toroceanu (1918-1933)[3]
- colonel Gheorghe Drăgănescu (1933)[3]
- amiral Corneliu Buchholtzer (1933-1939)[3]
- contraamiral Eugeniu Roșca (1939-1940)[3]
- general de brigadă Radu-Miron Bodnărescu  (1940-1944)[6][3]
- general Athanasiu Petculescu (1945-1946)[3]
- general-maior Radu Negoescu (1940-1947)[3]
- general-maior Mihail Popescu (1948-1951)[3]
- general-maior Vasile Suta[3]
- general-locotenent ing. Vasile Dragomir[3]
- general-maior dr. ing. Marian Rotaru (1984- după 1994)[3]